# Giosia I di Waldeck
Giosia I di Waldeck (Eisenberg, 18 marzo 1554 – Eisenberg, 6 agosto 1588) fu conte di Waldeck-Eisenberg.

## Vita
Era figlio del conte Volrado II di Waldeck-Eisenberg (1509–1578) e di sua moglie, la contessa Anastasia di Schwarzburg-Blankenburg (1526–1570).
Morì il 6 agosto 1588 e fu sepolto il 9 agosto a Korbach.

## Matrimonio e figli
L'8 marzo 1582, sposò la contessa Maria di Barby-Mühlingen (8 aprile 1563 – 29 dicembre 1619), figlia del conte Alberto X di Barby-Mühlingen e di sua moglie Maria di Anhalt-Zerbst. Ebbero quattro figli:
- Margherita Anastasia (nata nel 1584)
- Cristiano (25 dicembre 1585 – 31 dicembre 1637), sposò nel 1604 la contessa Elisabetta di Nassau-Siegen (1584 – 1661)
- Giuliana (11 aprile 1587 – 28 febbraio 1622); sposò nel 1606 il conte Luigi I di Erbach-Erbach (1579–1643)
- Volrado IV (7 July 1588 – 6 October 1640); sposò nel 1607 la margravia Anna di Baden-Durlach (1587-1649). Nel 1625, ereditò la contea di Pyrmont.